# Consolidated O-17 Courier
Il Consolidated O-17 Courier, designazione aziendale originale Model 2 Courier, fu un aereo da osservazione monomotore, biposto e biplano, sviluppato dall'azienda aeronautica statunitense Consolidated Aircraft Corporation nei tardi anni venti.
Sviluppo parallelo del Consolidated PT-3, venne realizzato in 35 esemplari, principalmente utilizzati dall'United States National Guard, l'allora servizio aeronautico dei riservisti degli Stati Uniti d'America, ed in minor numero dalla canadese Royal Canadian Air Force, anche come aereo da addestramento.

## Storia del progetto
Nei tardi anni venti, nell'ambito dello sviluppo della serie basata sul Consolidated PT-3, l'azienda decise di avviarne una versione derivata caratterizzata dal generale miglioramento tecnologico delle sue varie parti. Gli interventi riguardarono la fusoliera, il carrello d'atterraggio, che fu dotato di ammortizzatori oleodinamici e ruote dotate di impianto frenante, la velatura, che adottò alettoni bilanciati, ed una maggiore capacità di combustibile.

## Varianti
XO-17
prototipo, conversione dal Consolidated PT-3 motorizzato con un radiale Wright R-790-1 da 225 hp (168 kW); modifiche a fusoliera e carrello, capacità di combustibile incrementata, predisposizione per doppi comandi e mitragliatrice dorsale. Una conversione realizzata.
O-17 Model 2 Courier
Versione di produzione in serie destinata alla United States National Guard, realizzata in 29 esemplari.
XO-17A (prototype)
prototipo, conversione dal PT-3 motorizzato con un radiale Wright R-790-3 destinata al mercato estero, realizzato in un solo esemplare.
Model 7
versione destinata alla Royal Canadian Air Force, realizzata in due esemplari.
Model 8
versione idrovolante a scarponi destinata alla Royal Canadian Air Force, realizzata in un solo esemplare.
XPT-8
dimostratore tecnologico, cellula del prototipo XO-17A motorizzata con un motore diesel Packard DR-980 da 225 hp (168 kw), realizzato in un solo esemplare smantellato nel 1932.
XPT-8A
conversione di un singolo PT-3A (29-115) similarmente all'XPT-8 equipaggiato con il motore diesel Packard DR-980 come Project Number 'P-564', riconvertito in seguito allo standard PT-3A.
Model 15
dimostratore tecnologico, conversione motorizzata con un radiale Pratt & Whitney R-1340.

## Utilizzatori
Canada
- Royal Canadian Air Force

 Stati Uniti
- United States National Guard